# Jimmy Doolittle
James Harold Doolittle, detto Jimmy (Alameda, 14 dicembre 1896 – Pebble Beach, 27 settembre 1993), è stato un generale e aviatore statunitense.
Dopo una brillante carriera come aviatore, pilota competitivo e istruttore, si distinse come ufficiale superiore delle United States Army Air Forces durante la seconda guerra mondiale.
Divenuto molto popolare per l'audace incursione aerea su Tokyo dell'aprile 1942, da lui proposta e comandata quando era tenente colonnello, assunse il comando delle forze aeree americane assegnate al teatro del Mediterraneo prima di passare all'inizio del 1944 alla guida della Eighth Air Force di cui mantenne il comando fino alla fine della guerra, contribuendo al raggiungimento della superiorità aerea totale alleata sui cieli d'Europa e alla distruzione della struttura produttiva ed anche delle città della Germania nazista.

## Biografia
Iniziò la sua carriera di aviatore come istruttore di volo militare durante la prima guerra mondiale. Tra le due guerre partecipò attivamente alle gare aeronautiche di velocità, imponendosi come giovane promessa americana dell'aviazione: nel 1925 vinse l'edizione della Coppa Schneider, a Baltimora negli USA, a bordo di un Curtiss R3C-2. Continuando la sua partecipazione alle National Air Races, nel 1932, Doolittle infranse il record mondiale di velocità toccando, ai comandi del suo Granville Gee Bee Model R Super Sportster bianco e rosso, i 476 km/h (296 miglia orarie). Nello stesso anno, pilotando il medesimo aereo, vinse il l'edizione annuale del Thompson Trophy Race.
Doolittle prestò servizio con valore come generale nella United States Army Air Force durante la seconda guerra mondiale, guadagnandosi la Medal of Honor come comandante della formazione di North American B-25 Mitchell che effettuò l'audace azione di bombardamento su Tokyo il 18 aprile 1942.
Assegnato inizialmente al comando della Twelfth Air Force dall'agosto 1942, guidò le forze aeree americane durante l'operazione Torch e quindi passò al comando della Northwest African Strategic Air Force fino alla fine del 1943, quando venne richiamato in Gran Bretagna per dirigere la Eighth Air Force nella fase culminante della grande campagna di bombardamento strategico sulla Germania. Fu al comando del bombardamento statunitense di Roma del 19 luglio 1943.
Il 27 gennaio del 1945 il generale Carl Andrew Spaatz inviò un messaggio urgente a Jimmy Doolittle di cessare le attività di sperimentazione del progetto Aphrodite in quanto non ancora efficaci.
Oltre alle prestigiose decorazioni conseguite, Doolittle è stato insignito del Bolivian Order of the Condor of the Andes, del "Horatio Alger Award" e la Society of Experimental Test Pilots ha istituito in sua memoria il premio annuale denominato "James H. Doolittle Award". Doolittle fu membro della Massoneria e raggiunse il 33º e ultimo grado del Rito scozzese antico ed accettato.

## Filmografia
Doolittle è stato impersonato da Spencer Tracy nel film del 1944 Missione segreta, da Alec Baldwin nel film del 2001 Pearl Harbor, da Vincent Riotta nel film Era mio nemico del 2017 e da Aaron Eckhart in Midway, del 2019.